# نورثروب غرومان سويتش بليد
شركة نورثروب غرومان سويتش بليد (بالإنجليزية: Northrop Grumman Switchblade)‏ هي طائرة دون طيار أنتجت في الولايات المتحدة. من صناعة نورثروب غرومان.